# 圣路易昂利勒
圣路易昂利勒（法語：Saint-Louis-en-l'Isle，法語發音：[sɛ̃ lwi ɑ̃ lil]）是法国多尔多涅省的一个市镇，位于该省西部，属于佩里格区。

## 地理
圣路易昂利勒（45°3'38"N, 0°23'29"E）面积2.82 平方千米，位于法国新阿基坦大区多爾多涅省，该省份为法国西南部内陆省份，是法國本土面积第三大的省，大致对应佩里戈尔地区，北起顺时针与夏朗德省、上维埃纳省、科雷兹省、洛特省、洛特-加龙省、吉倫特省和滨海夏朗德省接壤。
与圣路易昂利勒接壤的市镇（或旧市镇、城区）包括：杜济亚克、苏尔扎克、圣弗龙德普拉杜、博罗讷。

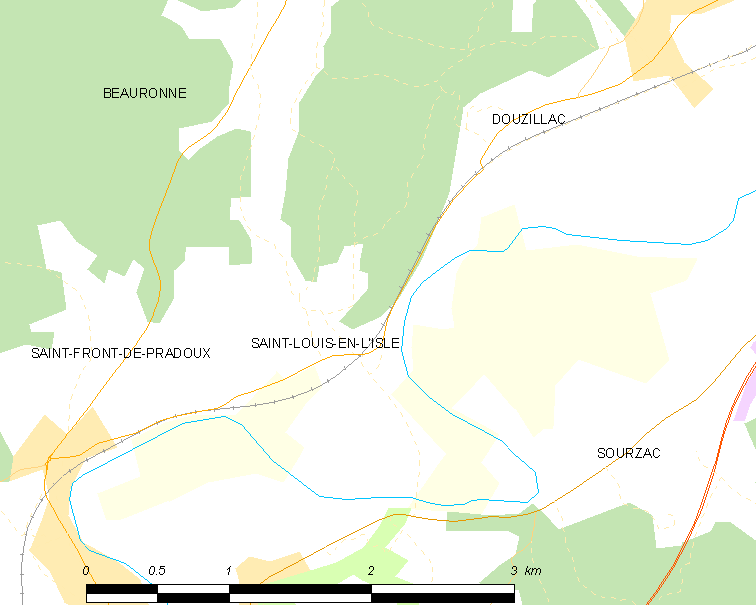
圣路易昂利勒的OSM定位图

圣路易昂利勒的时区为UTC+01:00、UTC+02:00（夏令时）。

## 行政
圣路易昂利勒的邮政编码为24400，INSEE市镇编码为24444。

## 政治
圣路易昂利勒所属的省级选区为伊勒河谷县。

## 人口

1962-2008年间圣路易昂利勒人口变化图示

圣路易昂利勒于2022年1月1日时的人口数量为311人。